# Laura Deigman
Laura Deigman (* 21. Mai 1993) ist eine ehemalige britische Tennisspielerin.

## Karriere
Deigman begann mit acht Jahren das Tennisspielen und bevorzugt Hartplätze. Sie spielte vor allem Turniere auf der ITF Women’s World Tennis Tour, wo sie einen Titel im Doppel gewann.
2011 erhielt Deigman eine Wildcard für das Juniorinneneinzel in Wimbledon, wo sie aber bereits in der ersten Runde gegen Beatriz Haddad Maia scheiterte. Auch im Juniorinnendoppel verlor sie mit Partnerin Katie Boulter bereits in der ersten Runde.
2012 erhielt sie im September bei den AEGON GB Pro-Series Shrewsbury mit Partnerin Jekaterina Bytschkowa eine Wildcard für das Hauptfeld im Damendoppel, wo die beiden aber bereits in der ersten Runde scheiterten. Bei den im November anschließenden AEGON GB Pro-Series Barnstaple scheiterte sie ebenfalls sowohl im Einzel als auch im Doppel bereits in der ersten Runde.
2014 startete sie bei den AEGON GB Pro-Series Barnstaple 2014 mit Manisha Foster. Die beiden verloren aber gegen die Paarung Viktorija Golubic und Diāna Marcinkēviča ebenfalls bereits in der ersten Rundem mit 3:6 und 4:6.
2015 spielte Deigmann ihr erstes Turnier der WTA Tour, als sie eine Wildcard für die Qualifikation zu den AEGON International Eastbourne erhielt. Sie verlor gegen Jarmila Wolfe mit 2:6 und 5:7.
2017 erhielt sie nochmals eine Wildcard für die Qualifikation des WTA-Tour-Turniers AEGON Open Nottingham, wo sie aber auch wieder bereits in der ersten Runde scheiterte, diesmal gegen Destanee Aiava mit 3:6 und 4:6.

## Turniersiege

### Doppel
| Nr. | Datum         | Turnier      | Kategorie   | Belag | Partnerin      | Finalgegnerinnen              | Ergebnis |
| --- | ------------- | ------------ | ----------- | ----- | -------------- | ----------------------------- | -------- |
| 1.  | 23. Juni 2012 | Williamsburg | ITF $10.000 | Sand  | Julia Moriarty | Jacqueline Cako Whitney Jones | 6:4, 6:4 |